# Eritha
Eritha (Griego micénico: 𐀁𐀪𐀲, transcripción silábica e-ri-ta, pronunciado /e.ri.θa/; fl. c. 1180 a. C.) fue una sacerdotisa micénica. Era súbdita del estado micénico de Pilos, en el suroeste del Peloponeso, con base en el sitio de culto de Sphagianes. Se cree que Sphagianes estaba cerca del centro palaciego de Pilos, y podría haber estado ubicado en la actual Volimidia.
Como sacerdotisa, Eritha ocupaba una posición elevada en la sociedad pilia. Es la más destacada de las dos sacerdotisas conocidas de Pilos y gozaba de independencia económica y prominencia social inusuales para las mujeres en el estado pilio. Tenía autoridad sobre varias personas, incluidas al menos catorce mujeres que probablemente le fueron asignadas por el estado palaciego como sirvientas para ayudar en la distribución de ofrendas religiosas.
En el último año antes de la destrucción del palacio de Pilos (c. 1180 a. C.), Eritha estuvo involucrada en una disputa legal sobre el estatus de sus tierras contra el damos local, que representaba a los otros propietarios de Sphagianes. Aunque la naturaleza exacta de la disputa no está clara, Eritha parece haber afirmado que parte de sus tierras se mantenían en nombre de su deidad y, por lo tanto, estaban sujetas a impuestos u obligaciones reducidas. Se desconoce el resultado de la disputa.
El registro de la disputa de tierras de Eritha constituye la frase más larga preservada en griego micénico y la evidencia más antigua de una disputa legal en Europa. Se ha utilizado como prueba del estatus de las mujeres en el mundo micénico, así como de las relaciones entre el palacio, las organizaciones religiosas y la sociedad civil, y de los sistemas e infraestructuras legales que existían en el estado pilio.

## Posición en la sociedad
En la época de la vida de Eritha, a finales de la Edad del Bronce, los estados de la Grecia micénica, como Pilos en el suroeste del Peloponeso, estaban centrados en edificios monumentales conocidos en la erudición moderna como palacios. Estos palacios eran en sí mismos el centro de la administración económica y política, y constituían instituciones que movilizaban y redistribuían recursos dentro de la política. El individuo más prominente dentro de esa política era el rey, o wanax, que ejercía autoridad política, tenía un papel religioso destacado y controlaba grandes cantidades de tierra, trabajadores y recursos. Los administradores dentro del aparato palaciego llevaban registros de la actividad económica y de otro tipo en tabletas de arcilla escritas en escritura Lineal B.

El suroeste del Peloponeso c. 1180 a. C., mostrando posibles ubicaciones de algunos sitios clave dentro del estado pilio

En los registros en Lineal B, Eritha está asociada con el sitio de Sphagianes (Griego micénico: 𐀞𐀑𐀊𐀚, transcripción silábica pa-ki-ja-ne). Sphagianes se conoce a través de las tabletas categorizadas por los eruditos modernos en las series Eb, Ep, En y Eo, que registran propiedades en el lugar. Se cree que fue un centro religioso cerca de Pilos, y puede haber compartido ubicación con el gran cementerio de Volimidia, a unos 4 kilómetros (2,5 mi) al noreste del palacio de Pilos. La mayoría de los propietarios en Sphagianes, incluida Eritha, están descritos con títulos asociados al culto religioso, en particular cuarenta y seis personas designadas como «sirvientes del dios». El lugar estaba dedicado a la diosa Potnia, que pudo haber sido una diosa madre y posiblemente la diosa principal del panteón pilio.
Aquellos identificados por nombre en las tabletas pilias, como Eritha, constituyen alrededor del 2 % de la población estimada de la política. Dimitri Nakassis argumentó que representan «un amplio grupo de élite» dentro de ella. Eritha es una de las dos mujeres nombradas como titulares de un cargo religioso, junto con otra llamada Karpathia. Ambas estaban radicadas en Sphagianes; Eritha parece haber sido la más importante de las dos. Guy Middleton ha argumentado que Eritha pudo haber sido miembro de una familia aristocrática o real, pero también pudo deber su autoridad a un sistema religioso con poca correspondencia directa con el sistema palaciego gobernante. Las organizaciones religiosas en el estado pilio participaban en actividades económicas, particularmente en la fabricación de bronce, y tenían al menos cierta independencia económica de la autoridad palaciega.
Las sacerdotisas ocupaban posiciones de poder en la sociedad micénica, y la religión es uno de los pocos ámbitos en los que las mujeres aparecen ejerciendo autoridad en el arte micénico. Recibían privilegios económicos y administrativos, y desempeñaban funciones cívicas además de las religiosas, como el sacrificio de animales. De todas las mujeres mencionadas en las tabletas en Lineal B pilias, Eritha y Karpathia controlaban la mayor cantidad de bienes materiales. Barbara A. Olsen las ha descrito como las mujeres más importantes mencionadas en los registros de Pilos o del sitio de Cnosos en Creta. Las sacerdotisas aparecen teniendo control sobre tierras, hombres, mujeres y bienes materiales, incluidos textiles. Olsen señala que la esfera religiosa es una excepción a la naturaleza generalmente dominada por hombres de la sociedad pilia, escribiendo que «solo la institución de la religión podía superar el género», y que la religión parece haber sido el único mecanismo para que las mujeres obtuvieran autonomía económica. En Pilos, es raro encontrar evidencia de mujeres con control sobre tierras o involucradas en actividades económicas controladas por el palacio, aunque las mujeres eran más prominentes en ambas áreas en Cnosos. Solo el 5 % de la tierra registrada en las tabletas en Lineal B pilias estaba en manos de mujeres, y no se registra a ninguna mujer sin cargo religioso como propietaria de tierras. Los funcionarios del culto son también las únicas mujeres, salvo una, que aparecen sin referencia a su estado civil o de maternidad.
Otra mujer en Sphagianes, de nombre Huamia, aparece en la tableta PY Ep 704 como «sirvienta del dios» y como poseedora de tierras que le fueron otorgadas como «regalo de honor» por una sacerdotisa. Nakassis infiere que esta sacerdotisa probablemente sea Eritha, cuyo nombre aparece en la línea siguiente de la misma tableta. Joan Breton Connelly ha sugerido que quienes eran designados como sirvientes del dios tenían la función de asistir a Eritha en sus deberes. Aunque la naturaleza específica de estos deberes sacerdotales no está registrada por el palacio, Eritha es la única mujer que aparece ejerciendo poder sobre quienes eran designados como «esclavos» o «sirvientes». La tableta PY Ae 303 enumera al menos a catorce mujeres, designadas como «sirvientas de la sacerdotisa», posiblemente asignadas a Eritha por el palacio para ayudar en la distribución de oro como ofrendas religiosas.

## Disputa de tierras

Una ilustración de la tableta PY Ep 704, en la que se registra la disputa de tierras de Eritha. El nombre de Eritha puede leerse al comienzo de la tercera y quinta líneas.

Una disputa sobre las tierras de Eritha está registrada en dos tabletas en Lineal B. La primera, PY Eb 297, es descrita por Nakassis y por Thomas Palaima como un «documento preliminar», y fue escrita por un alto administrador conocido como Mano 41. Sobre el estatus de la Mano 41, véase. La segunda, PY Ep 704, fue escrita por la Mano 1, considerada el escriba principal de Pilos; Palaima la califica como la «recensión final» del asunto. Estas tabletas representan la evidencia más antigua conocida de una disputa legal en Europa.
PY Ep 704 registra las propiedades de Eritha en las siguientes líneas. Estas constituyen la frase más larga preservada en griego micénico, y son el único registro de una disputa judicial en el corpus del Lineal B.
Eritha la sacerdotisa posee una parcela onaton de tierra comunal del damos, tanta semilla: TRIGO: 38,4 litros... Eritha la sacerdotisa posee y afirma poseer una parcela etōnion para el dios, pero el damos dice que ella posee una parcela onaton de tierras comunales, tanta semilla: TRIGO 374,4 litros.
La palabra onaton denota una concesión estándar de tierra. La parcela en disputa —la segunda— es descrita por Nakassis como considerable dentro de los estándares pilios. El término etōnion representa una forma de tenencia: su significado exacto sigue siendo incierto. No consta que el palacio haya emitido una resolución sobre esta disputa.

### Fecha
Las tabletas se confeccionaban en arcilla y se conservaban, como máximo, durante aproximadamente un año. Su contenido solía transferirse a materiales perecederos como el papiro para conservación a largo plazo. Se descarta que fueran destinados a archivo permanente: Pilos es una excepción al evidenciar almacenamiento sistemático.
Las tabletas no se cocían de forma deliberada, sino que se secaban al sol. Sobrevivieron al incendio del palacio, lo cual las coció accidentalmente. Este incendio ocurrió hacia finales del periodo LH IIIB, en la transición a LH IIIC, fechado hacia el 1180 a. C. Las tabletas se encontraron mayoritariamente en el llamado «Complejo de Archivos» del palacio. Debido a este margen temporal, la disputa debió desarrollarse pocos meses antes de la destrucción del palacio.

### Eldamos
El término damos (plural damoi) se refiere a comunidades aldeanas semi-independientes dentro del territorio controlado por el palacio. John Bennet y Cynthia W. Shelmerdine interpretan que el damos era tanto un distrito administrativo como el colectivo de funcionarios encargados de asignar la tierra. En lugar del palacio, se supone que el damos local controlaba la tierra registrada y disponía de sus supervisores, llamados telestai.
Rodney Castleden contrapone a sacerdotisas como Eritha (élite social) y al damos («gente común»). En la tableta PY Eb 297 se usan los términos «poseedores de parcelas» (ktoinohokhoi), mientras que PY Ep 704 usa «damos», lo que sugiere que era controlado o identificado con dichos poseedores. Se conocen doce propietarios: seis telestai, al menos tres herreros y un pastor.

### Naturaleza de la disputa

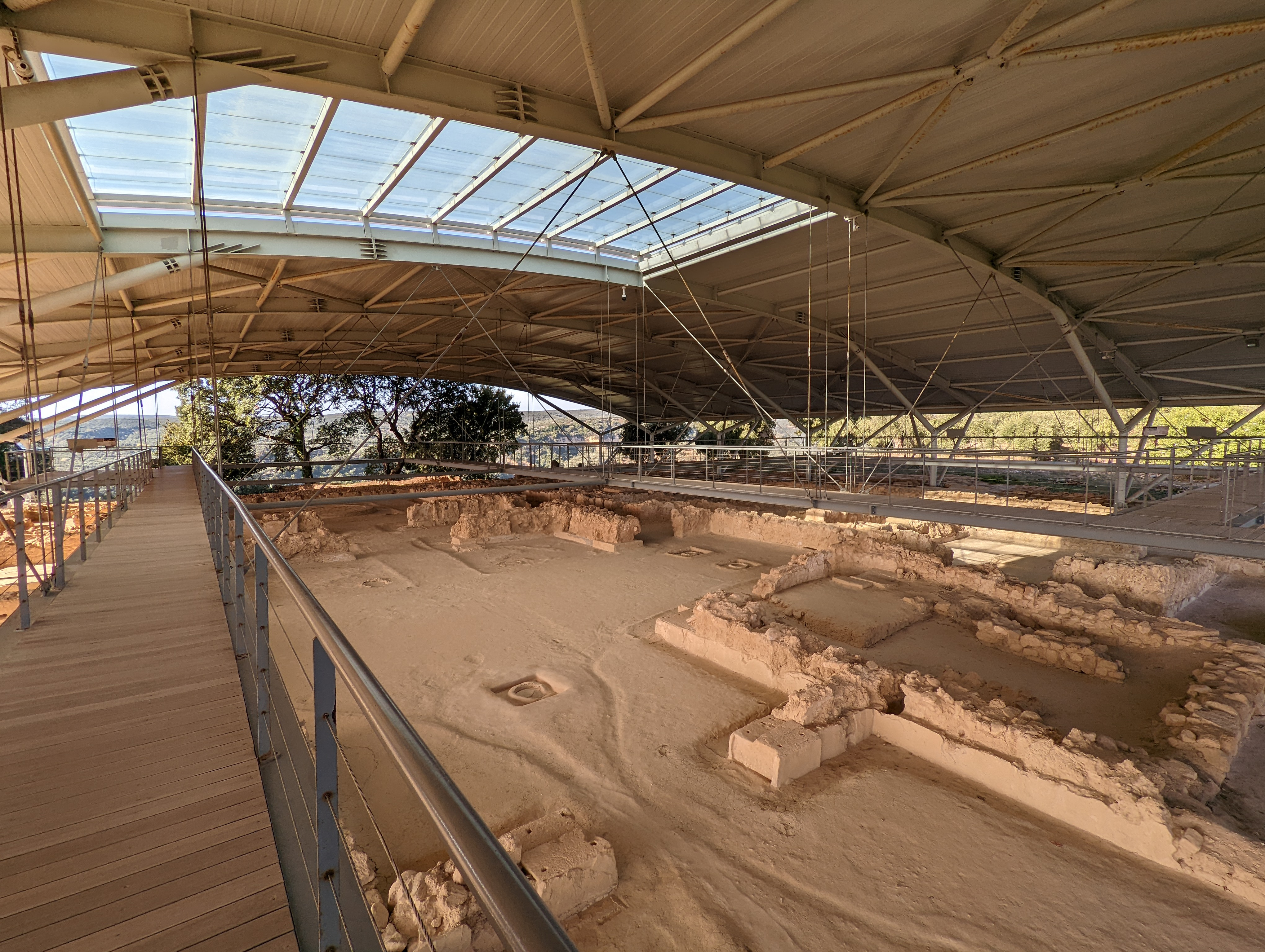
Restos del Palacio de Néstor, centro del poder en Pylos

Según PY Ep 704, Eritha afirmaba que la parcela en disputa era un etōnion, cuyo significado exacto permanece oscuro. Se considera que ese tipo de parcela estaba exenta, al menos en parte, de impuestos. Bennet y Shelmerdine interpretan que Eritha alegaba que su tierra tenía estatus religioso y, por tanto, estaba exenta. Lupack añade que un etōnion estaba libre de obligaciones, incluidos los impuestos. Nakassis sugiere que ese tipo de tenencia implicaría menores cargas fiscales que el onaton.
Michael Galaty interpretó que al declararla «para el dios», Eritha pretendía eliminarla del cómputo fiscal. Según Lupack, aunque su producción contara para impuestos palaciales, ella no los pagaría directamente; esto habría obligado al resto del damos a compensar el déficit. Deger-Jalkotzy añade que el palacio no decidió, ya que la comunidad tenía potestad. Solo hay tres parcelas registradas como etōnion, posiblemente obsequiadas por el wanax.

### Importancia para los estudios micénicos
Nakassis sostiene que la disputa demuestra que las instituciones religiosas estaban parcialmente independientes del palacio. Bennet y Shelmerdine la interpretan como un conflicto entre autoridad religiosa y poder secular del damos, aunque el palacio mantuvo influencia. Lupack destaca que demostraba la capacidad legal del damos como entidad unificada y el poder judicial de Eritha. Castleden considera que refleja la capacidad de la gente común para desafiar a la élite. Hiller lo ve como un conflicto interno del damos, no entre palacio y damos. Shelmerdine señala que el damos tenía tanto poder como Eritha.
Deger-Jalkotzy sugiere que la ausencia de resolución palaciega implica que la comunidad tenía competencia para actuar. Middleton, por su parte, considera que el palacio quizás no tenía autoridad para intervenir. Sin embargo, Bennet y Shelmerdine advierten que la tenencia de la tierra siguió bajo control real.
Philippa Steele argumenta que los procesos legales eran principalmente orales y sólo registrados posteriormente, mientras que Jean-Pierre Olivier considera que podían redactarse en materiales perecederos ya perdidos. Palaima concluye que la tenencia y obligaciones micénicas implicaban estructuras judiciales aunque no hayan sobrevivido registros formales.